# Palacio de la Duquesa de Sueca
El palacio de la Duquesa de Sueca es una casa-palacio situada en el número 2 de la plaza del Duque de Alba en Madrid (España). Se encuentra a mitad de camino entre la plaza de la Cebada y la plaza de Tirso de Molina en la calle Duque de Alba, si bien el inmueble se retranquea unos metros dando lugar a la plaza del mismo nombre.
El edificio se construyó en el último tercio del siglo XVIII, se transformó en palacio en 1791 por el arquitecto Antonio de Abajo. En 1797 fue habitado por la duquesa de Sueca, María Teresa de Borbón y Vallabriga, y Manuel Godoy. Tras servir diversos usos a lo largo de los siglos se fue deteriorando hasta que en 1998 lo adquirió mediante expropiación el Ayuntamiento de Madrid. En 2002 hubo un proyecto de rehabilitación del arquitecto portugués Álvaro Siza Vieira para su destino como sede de los Servicios Sociales de Madrid que, sin embargo, no se llegó a llevar a cabo. Desde 2016 se han acometido obras para asegurar su estabilidad mientras se decide su uso a través de la participación ciudadana.

## Descripción y nivel de protección
El palacio tiene una superficie de 7200 m², «organizados en tres patios centrales, que actúan como un gran distribuidor, desde el que se accede a las plantas superiores a través de varios núcleos de escaleras. Se caracteriza por un gran desarrollo horizontal en tres plantas unificadas a través de la cubierta mediante una línea uniforme de aleros».
El inmueble tiene asignada la antigua manzana 143 de la Visita General de Carlos III. El Plan General de Ordenación Urbana de Madrid de 1997 recoge este suelo como dotacional para equipamiento público así como dentro del Catálogo de Bienes Protegidos (n.º 3788), y le otorga una protección integral, la máxima dentro de la clasificación municipal. Existe a su vez un Plan Especial para la «adecuación de la casa de la Duquesa de Sueca» (P.E.) aprobado en Pleno el 21 de julio de 2005.

## Historia

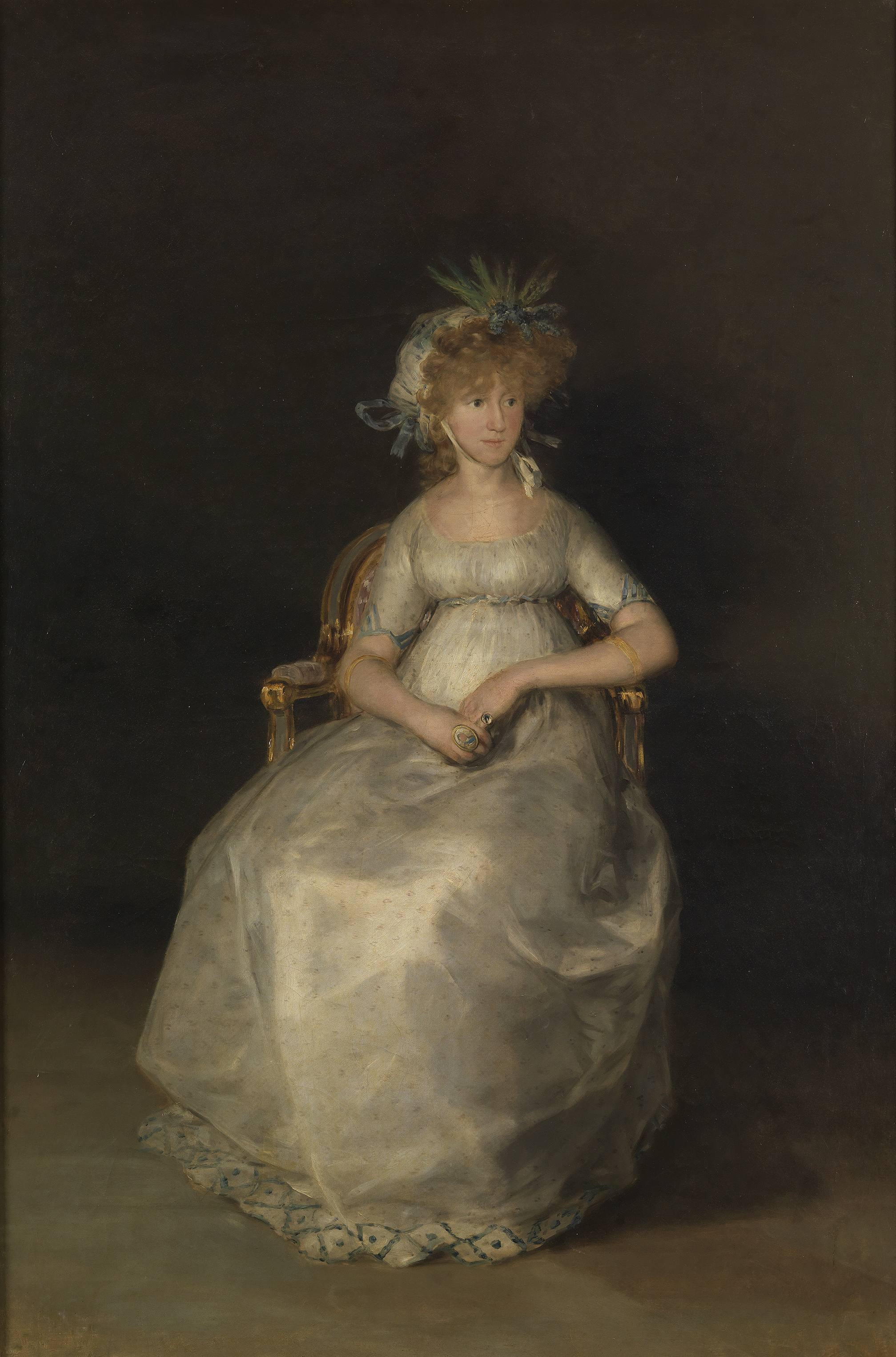
La condesa de Chinchón, por Francisco de Goya, 1800.

Este edificio, situado a espaldas de la antigua catedral de San Isidro, se construyó en el siglo XVIII sobre los cimientos del Colegio Imperial de la Compañía de Jesús, pues la parcela había pasado a propiedad real tras la expulsión de los jesuitas en 1767.
El caserón sirvió como escuela para los hijos de los criados de Carlos III. Después, en 1791, el arquitecto Antonio de Abajo (m. 1808), discípulo de Juan de Villanueva, transformó el edificio en un palacio. Desde 1797 fue habitado por el mandatario y generalísimo Manuel Godoy y su esposa, María Teresa de Borbón y Vallabriga, condesa de Chinchón, duquesa de Sueca —de ahí recibe su nombre el palacio—, e hija del Infante Don Luis de Borbón, hermano de Carlos III. No debió de habitar mucho tiempo el edificio que nos ocupa, pues ya en 1803 la reina María Luisa de Parma –esposa de Carlos IV- le donó la Quinta de los Padres Marianistas que había comprado al conde de Campo Alange ese mismo año en Carabanchel Alto. De cualquier manera en 1808, tras el Motín de Aranjuez, Godoy cayó en desgracia y el inmueble debió recuperar su carácter público.
En 1817 fue conocida como la Antigua Escuela de Primeras Letras de las Temporalidades. En 1837 se convirtió en el Colegio de Humanidades de Francisco Serra y a finales del siglo en cuartel de la Guardia Civil. Hacia 1910 se convirtió en edificio de viviendas.

### Expropiación por el Ayuntamiento de Madrid

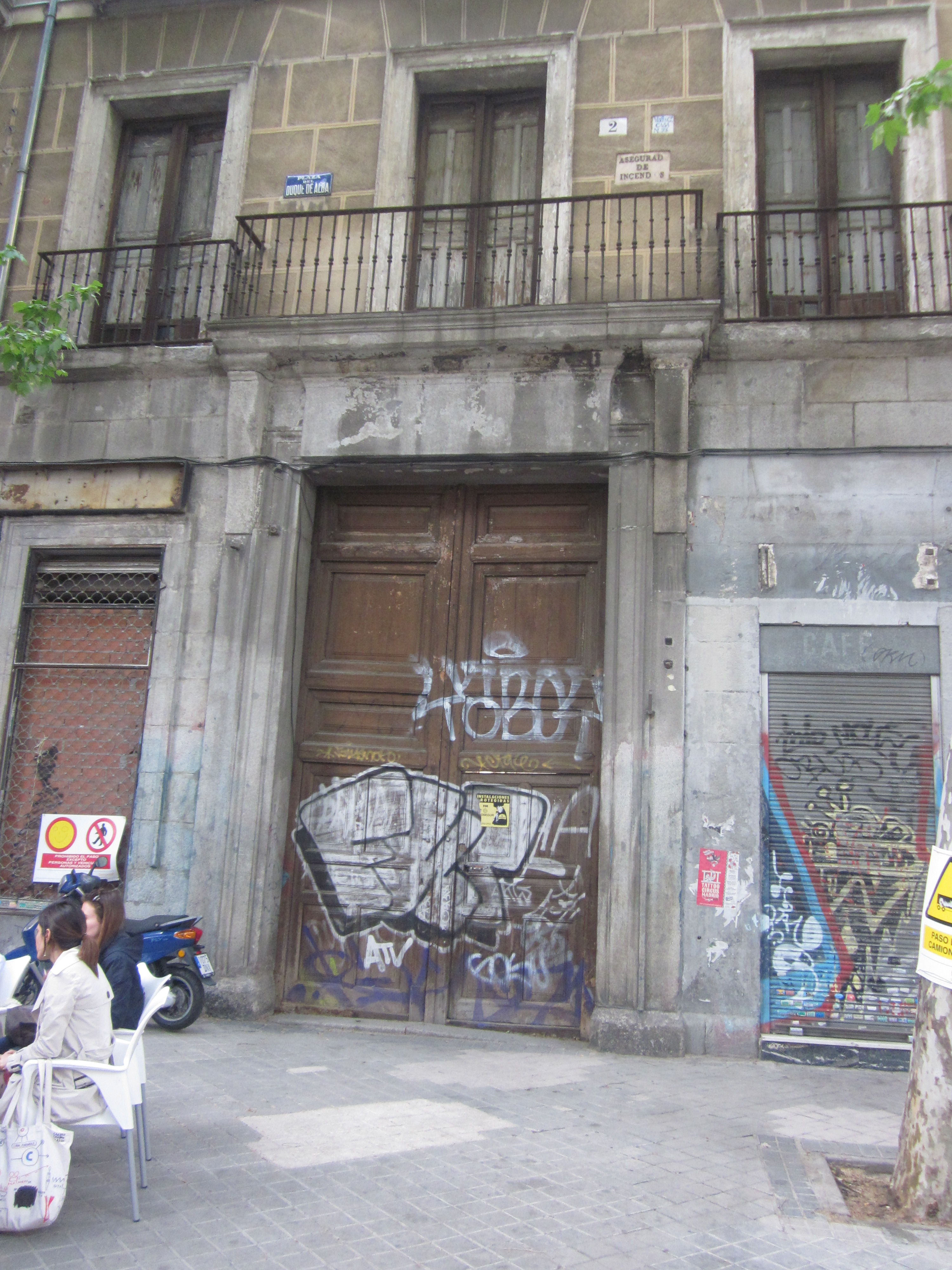
Aspecto desvencijado de la entrada principal.

En 1998 el inmueble, que se encontraba en situación de ruina, fue expropiado a cambio de 4,4 millones de euros por el Ayuntamiento liderado en aquel entonces por José María Álvarez del Manzano. El edificio era de una constructora que pensaba instalar un gran hotel y que lo había comprado a sus antiguos dueños un año antes.
Primero el Ayuntamiento pensó en instalar ahí la sede de Asuntos Sociales y el Centro Integrado de Acción Social del Ayuntamiento. En 2003 se abandonó esa idea y, bajo el mandato de Alberto Ruiz-Gallardón, se decidió transformarlo en 107 viviendas de alquiler para jóvenes («alojamientos municipales») —rebajadas posteriormente a 60 por el alto grado de protección— con un proyecto a cargo del arquitecto portugués Álvaro Siza. En la planta baja se ubicaría una escuela infantil o de música, o una biblioteca. El proyecto iba suponer un coste de 12,5 millones de euros y estaría listo en 2006. Pero nunca se llegó a materializar.
En julio de 2007, una sentencia judicial consideró que la expropiación llevada a cabo en 1998 fue ilegal, porque aunque el Ayuntamiento se había hecho con el edificio para convertirlo en equipamientos sociales, no obstante, diez años después no había hecho nada con él y, peor aún, lo que pretendía hacer eran pisos.
El juez dictaminó que debía devolverse a sus antiguos propietarios a cambio de un precio en litigio. La constructora quería levantar su hotel, pero se encontró con que el suelo seguía siendo dotacional, de forma que no podría hacer nada con él. Así, quedó varado en tierra de nadie.
Desde 2007, además, el ayuntamiento llevaba intentando echar a Carmen Martín que había nacido en el palacio y se negaba a marcharse. Se emitió una orden de desahucio en 2011 y falleció al año siguiente en el mismo piso donde había nacido con 91 años.
A mediados de 2013 estuvo a punto de ser derribado parcialmente, quedando paralizadas las obras tras la investigación de la Fiscalía de Medio Ambiente por abandono del patrimonio histórico. A fecha de 2014 su custodia y vigilancia han costado a las arcas públicas más de 500 000 euros.
En 2015, a raíz de la serie de TVE El Ministerio del Tiempo se convirtió en un nuevo punto de interés turístico en la ciudad. Por su aspecto destartalado y descuidado se escogió como puerta de acceso a la sede del Ministerio del Tiempo.

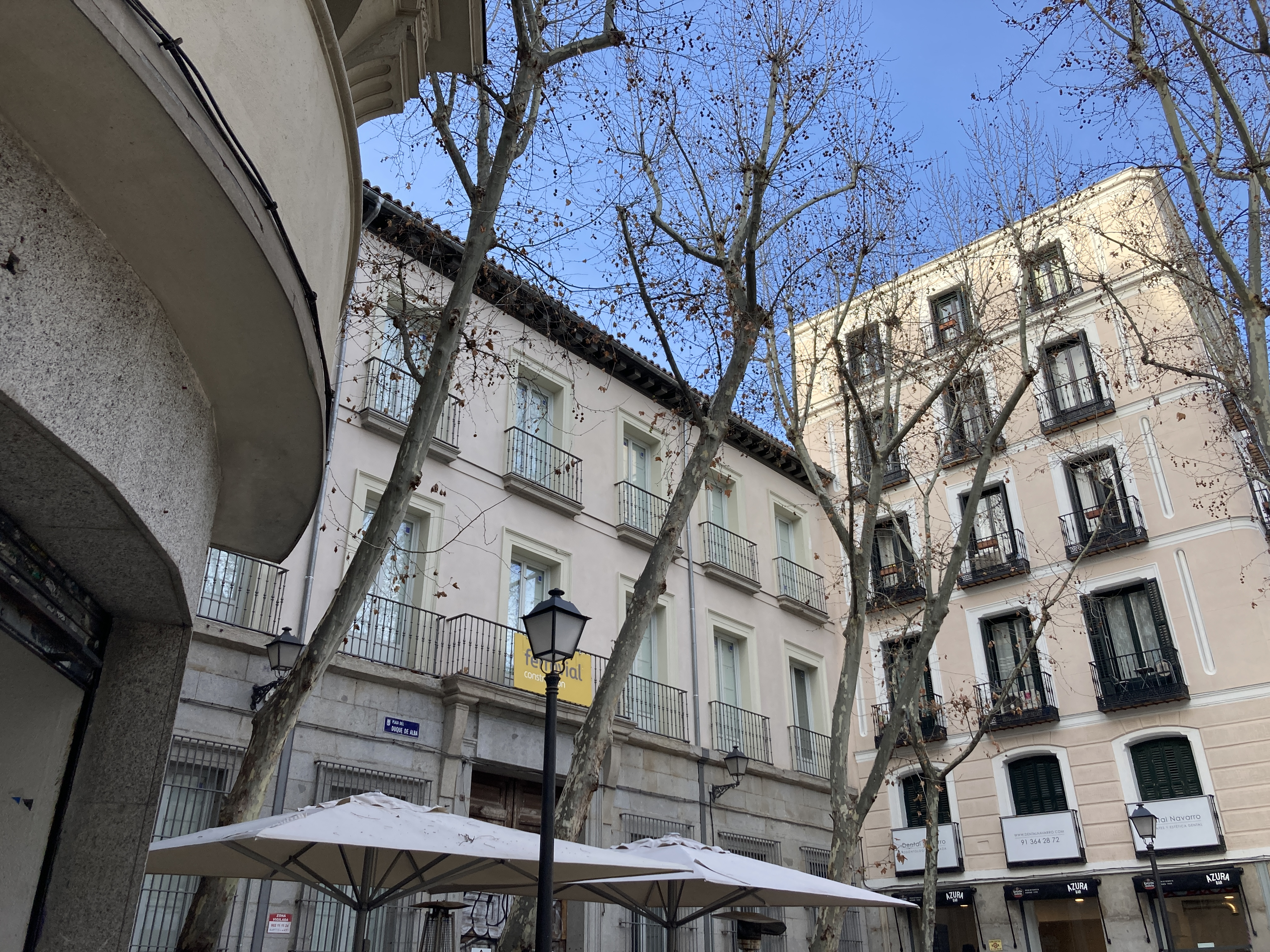
El palacio durante reforma, en 2022.

Con la llegada a la alcaldía de Manuela Carmena se inició la primera fase de las obras de rehabilitación por importe de 12 millones de euros en total comenzando por la parte más dañada del edificio, la zona este, con una superficie de 1.860 metros cuadrados. Se rescataron y almacenaron algunas piezas para ser usadas posteriormente en la restauración. En 2017 se realizaron obras para consolidar, reforzar y apuntalar la estructura.
Tras un proceso participativo abierto a los vecinos del barrio, se decidió destinar el edificio a espacio infantil y para mayores, una cocina colectiva, viviendas tuteladas, salón de actos, una zona de restos arqueológicos, aularios, cafetería o un salón de actos.
En julio de 2021, comenzaron los trabajos de rehabilitación del inmueble.